# Fighting Bob
Pour plus de détails, voir Fiche technique et Distribution.
Fighting Bob est un film muet américain réalisé par Francis Boggs et sorti en 1909.

## Synopsis
Un lieutenant, Robert Willard, fait la connaissance de la fille d'un riche marchand et en tombe amoureux....

## Fiche technique
- Titre : Fighting Bob
- Réalisateur : Francis Boggs
- Producteur : William Selig
- Société de production : Selig Polyscope Company
- Format : Noir et blanc — 35 mm — 1,33:1 — Muet
- Genre : Film dramatique
- Durée : 10 minutes
- Dates de sortie : 
  -  États-Unis : 3 juin 1909

## Distribution
- Hobart Bosworth : Fighting Bob